# Contabilitate
Contabilitatea este știința și arta stăpânirii afacerilor, în care scop se ocupă cu "măsurarea, evaluarea, cunoașterea, gestiunea și controlul activelor, datoriilor și capitalurilor proprii, precum și a rezultatelor obținute din activitatea persoanelor fizice și juridice", în care scop "trebuie să asigure înregistrarea cronologică și sistematică, prelucrarea, publicarea și păstrarea informațiilor cu privire la poziția financiară, performanța financiară și fluxurile de trezorerie, atât pentru cerințele interne ale acestora, cât și în relațiile cu investitorii prezenți și potențiali, creditorii financiari și comerciali, clienții, instituțiile publice și alți utilizatori" (Legea contabilității nr.82/1991, republicată în iunie 2007, art.2, al (1).
Contabilitatea s-a născut odată cu economia de subsistență a comunei primitive, desenele din peșterile rupestre nefiind altceva decât forme incipiente ale „socotelilor”: câte animale au fost, vânate și mâncate, câte piei s-au jupuit și câte haine au rezultat, etc.
Împreună cu economia în dezvoltare s-a perfecționat și „arta ținerii socotelilor”, punctul de cotitură reprezentându-l modelul matematic elaborat de Luca Pacioli acum mai bine de 500 de ani, după care contabilitatea a devenit de neînlocuit, fără alternative, deopotrivă o știință și o artă în urmărirea existenței și mișcării capitalurilor și utilităților, al stabilirii rezultatelor activității și plasării lor, și totul de maniera ca afacerile să beneficieze permanent de suportul bănesc necesar.
Contabilitatea nu are hotare. Limitele ei teoretice, științifice și practice sunt fără sfârșit atât în ceea ce privește cuprinderea fenomenelor economice cât și al modului în care ele sunt sistematizate, prelucrate și prezentate, astfel că despre ea niciodată nu poți să pretinzi că știi totul.
Companiile, întreprinderile, instituțiile, societățile de orice fel și mărime, persoanele juridice din întreaga lume întocmesc „conturi” și situații financiare pentru a fi prezentate utilizatorilor de informații, proprietarilor, controlorilor, administratorilor, organelor fiscale, după o metodologie unică - iar aceasta este contabilitatea.
Din punct de vedere istoric, câteva repere merită a fi reținute.
În lucrarea "Contabilitate generală" din 1947, ediția a 13-a, autorul, prof. univ. C. G. Demetrescu definește contabilitatea pe trei coordonate: 
- a) obiectul - contabilitatea este o ramură a științelor sociale care asigură înregistrarea metodică și ordonată a tuturor operațiilor privind mișcările de valori, de drepturi și obligații, precum și modificările determinate de rezultatele activității desfășurate;
- b) scopul - contabilitatea are drept scop stabilirea situației economice și juridice a întreprinderii, exercitarea permanentă a unui control;
- c) mijloacele - contabilitatea se folosește de mijloace proprii: conturi, balanțe de verificare, jurnale.

Conform Legii contabilității nr. 82/1991, contabilitatea este o activitate specializată în măsurarea, evaluarea, cunoașterea, gestiunea și controlul activelor, datoriilor și capitalurilor proprii, precum și a rezultatelor obținute din activitatea presoanelor fizice și juridice […] trebuie să asigure înregistrarea cronologică și sistematică, prelucrarea, publicarea și păstrarea informațiilor cu privire la poziția financiară, performanța financiară și fluxurile de trezorerie, atât pentru cerințele interne ale acestora, cât și în relațiile cu investitorii prezenți și potențiali, creditorii financiari și comerciali, clienții, instituțiile publice și alți utilizatori.

## Istoric
Arta contabilizării pe principii științifice era deja cunoscută în Italia înainte de 1495 când Luca Pacioli (1445 - 1517), cunoscut și ca Părintele Luca dal Borgo, a publicat la Veneția tratatul său de contabilitate.
Prima carte în limba engleză a fost publicată la Londra de John Gouge or Gough în 1543: A Profitable Treatyce called the Instrument or Boke to learn to knowe the good order of the kepyng of the famouse reconynge, called in Latin, Dare and Habere, and, in Englyshe, Debitor and Creditor.

## Obiectul contabilității
Concepția juridică consideră că obiectul contabilității îl formează patrimoniul unui subiect de drept, privit prin prisma relațiilor juridice, adică drepturi și obligații pecuniare ale unei persoane fizice sau juridice, în corelație cu obiectele (bunurile, valorile) corespunzătoare.
Concepția economică, definește ca obiect al contabilității circuitul capitalului privit sub aspectul destinației lui, respectiv capital fix și capital circulant, și sub aspectul modului de dobândire, respectiv capital propriu și capital străin (atras și împrumutat).
Conform Legii contabilității nr. 82/1991, obiectul contabilității patrimoniului îl constituie reflectarea în expresie bănească a bunurilor mobile și imobile, inclusiv solul, bogățiile naturale, zăcămintele și alte bunuri cu potențial economic, disponibilitățile bănești, titlurile de valoare, drepturile și obligațiile persoanelor fizice sau juridice (subiecți de drept), precum și mișcările și modificările intervenite în urma operațiunilor patrimoniale efectuate, cheltuielile, veniturile și rezultatele obținute de acestea.
În lucrarea „Bazele contabilității” din 1980, profesorul D. Rusu definește obiectul contabilității ca fiind ansamblul mișcărilor de valori, exprimabile în bani, dintr-un perimetru de mică sau mare întindere (regie autonomă, societate comercială, instituție publică, societate bancară etc.) precum și raporturile economico-juridice în care unitatea patrimonială este parte și care generează decontări bănești; calculele contabilității reflectă deodată mișcarea și transformarea mijloacelor precum și resursele în ordinea lor de formare și după destinația lor în procesul de reproducție. Aceasta este în prezent concepția școlii ieșene de contabilitate.

## Funcțiile contabilității
- Funcția de înregistrare și prelucrare a datelor constă în consemnarea, potrivit unor principii și reguli proprii, a proceselor și fenomenelor economice ce apar în cadrul unităților patrimoniale și se pot exprima valoric.

- Funcția de informare constă în furnizarea de informații privind structura și dinamica patrimoniului, a situației financiare și rezultatelor obținute în scopul fundamentării deciziilor. Contabilitatea are o funcție de informare internă (pentru conducerea unității) și o funcție de informare externă (a terților).

- Funcția de control gestionar constă în verificarea cu ajutorul informațiilor contabile a modului de păstrare și utilizare a valorilor materiale și bănești, de gospodărire a resurselor, controlul respectării disciplinei financiare etc.

- Funcția juridică - datele furnizate de contabilitate și documentele de evidență servesc ca mijloc de probă în justiție, pentru a dovedi realitatea unor operații economice și a stabili răspunderea patrimonială pentru pagubele produse.

- Funcția previzională - informațiile contabile aferente unei perioade deja încheiate pot fi folosite pentru determinarea tendințelor de evoluție a fenomenelor și proceselor economice viitoare.

## Principalele forme de organizare contabilă
Pilonul principal pe care se sprijină economia este întreprinderea, firma, compania, societatea comercială.
Contabilitatea întreprinderii (firmei, companiei) se organizează la nivelul întreprinderilor care produc bunuri, execută lucrări, prestează servicii, dar și al instituțiilor, băncilor, societăților de asigurare și, în general, al oricărei persoane juridice, evident, în forme complexe sau simplificate, în funcție de mărimea și profilul operatorului. În consecință, oricare ar fi acestea, contabilitatea modernă este organizată în așa numitul dublu circuit, sau mai exact, pe două paliere, adică:
(a). contabilitatea financiară presupune urmărirea, controlul și prezentarea fidelă a patrimoniului, în ansamblu și pe structură, a situației financiare și rezultatului exercițiului, prin intermediul documentelor de sinteză, în scopul furnizării informațiilor necesare elaborării deciziilor economice. Are un caracter unitar pentru toți agenții economici, se organizează pe baza unor norme elaborate de autorități. 
(b) contabilitatea internă de gestiune (numită și analitica sau  managerială) are ca scop urmărirea in detaliu a gestiunii interne a unității, calcularea costurilor de producție,de achizitii,de transfer,de vanzare; stabilirea rentabilității pe produse, lucrări, servicii, întocmirea bugetelor pe feluri de activități, furnizarea de informații necesare în procesul decizional.
Sistemul unic de contabilitate, cu ambele sale paliere, prezintă particularități semnificative în funcție de sfera de activitate la care se referă, astfel că trebuie să se mai facă distincție între :
- contabilitatea operatorilor economici, denumită și « cadrul contabil general » sau « pilonul principal » aplicabil de societățile comerciale de orice fel, mici întreprinzători, mari companii și oricine desfășoară o activitate lucrativă (dar,cu grade diferențiate de complexitate și agregare (pentru mari întreprinderi, pentru întreprinderi mici și mijlocii, pentru micii întreprinzători individuali);
- contabilitatea bancară și a altor instituții financiare;
- contabilitatea societăților de asigurare și reasigurare;
- contabilitatea organizațiilor non-profit/non-guvernamentale, inclusiv asociații și fundații ;
- contabilitatea instituțiilor publice este organizată la nivelul instituțiilor și administrației publice, unităților publice autonome persoane juridice din învățământ, sănătate, apărare, cultură și artă etc. și urmărește execuția de casă a bugetului statului, bugetelor locale, bugetului asigurărilor sociale de stat, gestiunea datoriilor publice și alte operații financiare specifice sectorului neproductiv.
- contabilitatea națională este organizată la nivelul economiei naționale și prezintă sintetic activitatea economică a unei națiuni urmărind evoluția indicatorilor macroeconomici, modificările în structura de ramură și teritorială a economiei, mărimea și structura avuției naționale, relațiile financiare și fluxurile monetare. Contabilitatea națională se obține pe alte căi decât prelucrarea documentelor justificative, apelându-se la statistică, serii matematice, centralizări și consolidări de situații financiare ale entităților juridice și multe alte proceduri, toate însă respectând regulile contabile.[2]

## Organismele normalizării contabile
Companiile, întreprinderile, instituțiile, societățile de orice fel și mărime, persoanele juridice din întreaga lume întocmesc „conturi” și situații financiare pentru a fi prezentate utilizatorilor de informații, proprietarilor, controlorilor, administratorilor, organelor fiscale, după o metodologie unică - iar aceasta este contabilitatea.
Importanța contabilității în economia modernă este evidentă. Așa se face că organisme tot mai simandicoase din Uniunea Europeană și de pretutindeni se ocupă de organizarea și funcționarea contabilității ca o componentă fundamentală a afacerilor.
Poate că nu este lipsit de importanță să amintim câteva din organismele specializate, mai ales că, în continuare, ne vom mai întâlni cu ele:
- Comitetul pentru Reglementarea Contabilității (ARC);
- Federația Experților Contabili (FEE);
- Federația internațională a Contabililor (IFAC);
- Grupul Consultativ European pentru Raportare Financiară (EFERAG);
- Consiliul pentru Raportare Financiară (FRC);
- Consiliul pentru Standarde Internaționale de Contabilitate (IASB);
- Fundația Comitetului pentru Standarde Internaționale de Contabilitate (IASCF);
- Consiliul pentru Interpretarea Standardelor Contabile (SEC).

La toate acestea se adaugă comisii, consilii, asociații etc. zonale și internaționale, inclusiv din afara Europei, astfel încât se poate spune că soarta contabilității se află în cele mai bune mâini (și, evident, minți).Tot aici trebuiesc mentionate si unele organisme roanesti precum Colegiul Consultativ al Contabilitatii,Corpul Expertilor Contabili-(mai nou,fara Contabili Autorizati),Camera Auditorilor Financiari din Romania (C.A.F.R.),ETC.
Organizarea contabilă și asigurarea ei corespunzător pretențiilor europene este 
totuși atributul fiecărei persoane juridice deținătoare și administrator de patrimoniu,inițiatoare și decizionară de acte comerciale, economice și bănești pentru că, după cum spune Legea contabilității (nr.82/1991, republicată 2007), contabilitatea nu trebuie confundată sau redusă la întocmirea și clasarea de documente sau alte înscrisuri, ci la conducerea financiară a societăților și instituțiilor, într-o manieră care să corespundă exigențelor actuale: integrarea europeană, libera circulație a bunurilor și a banilor, transparență în utilizarea resurselor și a fondurilor comunitare, întărirea capacității de reziliență financiară într-o economie concurențială și plină de obstacole.
Instrumente de lucru uzuale:
- I.A.S. – Standardele Internaționale de Contabilitate;
- I.F.R.S. – Standardele Internaționale de Raportare financiară;
- I.P.S.A.S.– Standardele Internaționale de Contabilitate pentru Sectorul Public;
- I.S.A. – Standardele Internaționale de Audit.

În afara lor mai sunt încă multe altele, dar ele fac parte din alfabetul contabil, iar în această carte nu ne-am propus și „alfabetizarea”.

## Principii contabile
Potrivit prevederilor Regulamentului Financiar al Uniunii Europene nr. 1605/2002 (art.203, 204) contabilitatea oricărei entități cu personalitate juridică funcționează după anumite principii și reguli (politici) contabile care își au originea în "convenția evaluării", conform căreia exprimarea monetară corectă este "regula de fier" a contabilității.	
Principiile contabile conțin un ansamblu de reguli de conduită economică extinzând noțiunea de evaluare de la bunuri și relații financiare la evaluarea potențialului, evaluarea performanțelor, evaluarea perspectivelor etc., și numai în această accepțiune lărgită prevederea din I.A.S. nr. 1 cum că "evaluarea posturilor cuprinse în Situațiile financiare trimestriale și anuale se efectuează în conformitate cu anumite principii infailibile" dă valoare și sens contabilității ca sistem și model economic de conducere financiară a fiecărei persoane juridice.
În consecință, evaluarea posturilor cuprinse în situațiile financiare și care provin din conturile contabile curente, dar și dimensionarea elementelor pe care fiecare dintre acestea le urmăresc zi de zi și le sintetizează periodic, trebuie să fie efectuate în acord cu principiile statuate ale contabilității, care sunt de fapt "porunci economice" (probabil de aceea sunt tot 10).
1. Principiul continuității activității. Acesta presupune că persoana juridică își continuă în mod normal funcționarea într-un viitor previzibil, fără a intra în imposibilitatea continuării activității sau fără reducerea semnificativă a acesteia. Dacă administratorii entității au luat cunoștință de unele elemente de nesiguranță legate de anumite evenimente care pot duce la incapacitatea instituției (întreprinderii) de a-și continua activitatea, aceste elemente trebuie prezentate în notele explicative. În cazul în care situațiile financiare nu sunt întocmite pe baza principiului continuității, această informație trebuie prezentată împreună cu explicațiile privind modul de întocmire a raportării financiare respective și motivele ce au stat la baza deciziei conform căreia persoana juridică nu își mai poate continua activitatea. Continuitatea sau încetarea activității trebuiesc înțelese în sens financiar, pentru că orice instituție „moartă” poate fi ținută în viață prin finanțări hemoragice, dar, astăzi, nimeni nu-și mai propune așa ceva.
2. Principiul permanenței metodelor, conform căruia este obligatorie continuitatea aplicării acelorași reguli și norme privind evaluarea, înregistrarea în contabilitate și prezentarea elementelor patrimoniale și a rezultatelor, asigurând comparabilitatea în timp a informațiilor contabile.
Modificările politicii contabile sunt permise doar dacă sunt cerute de lege, de un standard contabil sau au ca rezultat informații mai relevante sau mai credibile referitoare la operațiunile întreprinderii. Este foarte importantă menționarea în notele explicative a oricăror modificări ale politicilor contabile, pentru ca utilizatorii să poată aprecia: dacă noua politică contabilă a fost aleasă în mod adecvat; efectul modificării asupra rezultatelor raportate ale perioadei și tendința reală a rezultatelor societății.
3. Principiul prudenței. Valoarea oricărui element trebuie să fie determinată pe baza principiului prudenței. În mod special aceasta presupune a se avea în vedere următoarele aspecte: a) se vor lua în considerare numai profiturile (veniturile,finantarile) recunoscute până la data încheierii exercițiului financiar; b) se va ține seama de toate obligațiile previzibile și de pierderile potențiale care au luat naștere în cursul exercițiului financiar încheiat sau pe parcursul unui exercițiu anterior, chiar dacă asemenea obligații sau pierderi apar între data încheierii exercițiului și data întocmirii bilanțului; c) se va ține seama de toate ajustările de valoare datorate deprecierilor, chiar dacă rezultatul exercițiului financiar este profit sau pierdere. Se înțelege deci că potrivit acestui principiu nu este admisă supraevaluarea elementelor de activ și a veniturilor, respectiv subevaluarea elementelor de pasiv și a cheltuielilor, ținând cont de deprecierile, riscurile și pierderile posibile generate de desfășurarea activității exercițiului curent sau anterior. 
4. Principiul independenței exercițiului. Se vor lua în considerare toate veniturile și cheltuielile corespunzătoare exercițiului financiar pentru care se face raportarea, fără a se ține seama de data încasării sumelor sau a efectuării plăților (contabilitatea de angajament). „Independența” se asigură prin respectarea tehnicilor „delimitării în timp” a evenimentelor, angajamentelor, veniturilor, cheltuielilor, obligațiilor și, implicit, scadențelor.
5. Principiul evaluării separate a elementelor de activ și de pasiv. În vederea stabilirii valorii totale corespunzătoare unei poziții din bilanț se va determina separat valoarea aferentă fiecărui element individual de activ sau de pasiv, indiferent de conținutul său economic, de evoluția previzibilă a pieței, de consecințele pe care le are această evaluare. Odată stabilită corect valoarea, mai departe, prelucrarea și sistematizarea informațiilor o face contabilitatea după toate regulile sale specifice.
6. Principiul intangibilității. Bilanțul de deschidere al unui exercițiu trebuie să corespundă cu bilanțul de închidere a exercițiului precedent, cu excepția corecțiilor impuse de aplicarea l.A.S. 8. Atenție la acest principiu întrucât „oamenii cu experiență” au tendința de a regla sau reporta erorile dintr-un bilanț în altul („bilanț de închidere”, „bilanț de deschidere”) în loc să respecte procedurile contabile care cer „scormonirea” erorii pentru a afla și efectele sale colaterale.
7. Principiul necompensării. Valorile elementelor ce reprezintă active nu pot fi compensate cu valorile elementelor ce reprezintă pasive, respectiv veniturile cu cheltuielile, cu excepția compensărilor între active și pasive admise de Standardele Internaționale de Contabilitate (este vorba de așa numitele „conturi rectificative”, care aduc activele și, respectiv pasivele, la valoarea contabilă netă).
8. Principiul prevalenței economicului asupra juridicului. Informațiile prezentate în situațiile financiare trebuie să reflecte realitatea economică a evenimentelor și tranzacțiilor, nu numai forma lor juridică.
9. Principiul pragului de semnificație. Orice element care are o valoare semnificativă trebuie prezentat distinct în cadrul situațiilor financiare. Elementele cu valori nesemnificative care au aceeași natură sau cu funcții similare trebuie însumate, nefiind necesară prezentarea lor separată.
10. Principiul contabilității pe baza "Accrual", conform căruia tranzacțiile și evenimentele sunt înregistrate în conturi atunci când apar și nu când sumele sunt plătite sau încasate. Ele trebuie înregistrate în anul financiar la care se referă, principiul „accrual” fiind o extindere a regulii „contabilității de angajament”.
Aderarea României la Uniunea Europeană necesită adaptarea sistemului finanțelor publice la normele europene, obligație asumată în cadrul Documentului de poziție la capitolul 11-Uniunea Economică și Monetară. Aceasta presupune raportarea datelor statistice în domeniul finanțelor publice cu respectarea Sistemului European de Conturi și a regulamentelor emise în aplicarea acestor norme, între care: ”înregistrarea operațiilor pe baza principiului acrrual, respectiv la momentul creării, transformării, dispariției/anulării unei valori economice, a unei creanțe sau a unei obligații”.
Sistemul statisticii finanțelor publice poate răspunde cerințelor internaționale numai în măsura în care și contabilitatea instituțiilor publice trece lavsistemul contabilității de angajament și oferă surse de date suficient de detaliate. Cadrul legal a fost creat prin ordinul ministrului finanțelor publice nr.1917/2005 pentru aprobarea „Normelor metodologice privind organizarea și conducerea contabilității finanțelor publice”.
Remarcă fermă: În rapoartele și Situațiile financiare nu este vorba de înșiruirea acestor principii, ci de explicitarea modului în care fenomenele și evenimentele economice se încadrează vis-a-vis de principiile enunțate, care sunt de fapt reguli, chiar constrângeri.
- Remarca nr. 1: Reguli comune tuturor principiilor contabile.

Pentru acele elemente a căror valoare este nesigură, dar care urmează a fi incluse în situațiile financiare, în contabilitate trebuie făcute cele mai bune estimări. În acest scop este necesară uneori revizuirea valorii lor pentru a reflecta evenimentele ulterioare datei de închidere a exercițiului financiar, schimbările de circumstanțe sau dobândirea unor noi informații, ori de câte ori acele valori sunt semnificative. Efectul unei asemenea modificări trebuie inclus în cadrul aceleiași poziții din bilanț, respectiv în contul de profit și pierdere („rezultatul exercițiului”), unde a fost reflectată și estimarea contabilă inițială.
- Remarca nr. 2: Abateri de la principiile contabile.

Abaterile de la aceste principii generale vor fi permise numai în cazuri excepționale. Asemenea abateri se vor prezenta în „notele explicative”. De asemenea, se vor prezenta motivele pentru care au avut loc aceste abateri și o evaluare a efectului acestora asupra activelor, datoriilor, poziției financiare și rezultatelor exercițiului respectivei unități.
Sursa:Ord.M.F.P.nr.1752?2005,M.Of.nr.1080/30 nov.2005; "Reglementaricontabile conforme cu Directiva a IV-a a Comunitatii Economice Europene" publicate de Parlamentul Romaniei,ISBN 973-567-513-7 ; C.M.Dragan- Contabilitatea institutiilor publice -2005-armonizata cu standardele internationale,Editor A.S.S.C.,Bucuresti 2005, ISBN973-03736-5.

## Politici contabile
Politicile contabile definesc, deci, o concepție contabilă pentru fiecare întreprindere sau instituție publică în rezolvarea ansamblului problemelor financiare. Ele încorporează principiile, bazele, convențiile, regulile și practicile specifice adoptate de o entitate în conducerea curentă a activităților a contabilității acestora, pentru întocmirea și prezentarea situațiilor financiare.
Prin politica contabilă trebuie să se clarifice ferm varianta de operare constantă pentru fiecare tip de eveniment în parte, pornindu-se de la faptul că I.A.S. și interpretările Comitetului Permanent pentru Interpretări oferă diverse metode de rezolvare a unei anumite probleme, soluții alternative, calcule opționale etc. Așa constatăm că mai apar și alte principii și reguli, cum ar fi:
- „raționamentul profesional", singurul care permite alegerea alternativelor;
- „judecata de valoare" este baza soluțiilor contabile;
- „pragul de semnificație" conform căruia o informație - este tratată sau nu ca semnificativă în funcție de interesul urmărit (spre exemplu dacă ea reprezintă sub 5% din portofoliul problemei nu ne interesează evident).

Politicile contabile încorporează:	
- principiile;
- metodele și procedurile;
- bazele de calcul;
- regulile de evaluare;
- practicile proprii, specifice fiecărei instituții publice.

Conform I.A.S. și Regulamentului Financiar al Uniunii Europene, „este necesară elaborarea unui set (manual) de proceduri de către conducerea fiecărei persoane juridice pentru toate operațiunile derulate, pornind de la întocmirea documentelor justificative până la finalizarea situațiilor financiare trimestriale și anuale”.
„Aceste proceduri trebuie elaborate având în vedere specificul activității, de către specialiști în domeniul economic, tehnic și comercial, cunoscători ai activității desfășurate și ai strategiei adoptate de persoana juridică.”
La elaborarea politicilor contabile trebuie respectate conceptele de bază ale contabilității, și îndeosebi: contabilitatea de angajamente, principiul continuității activității, dar și celelalte principii, care guvernează funcționarea contabilității.
Politicile contabile trebuie elaborate astfel încât să se asigure furnizarea, prin situațiile financiare, a unor informații care să fie:
(a) relevante pentru nevoile utilizatorilor în luarea deciziilor și
(b) credibile în sensul că:
- reprezintă fidel rezultatele și poziția financiară a persoanei juridice;
- sunt neutre, adică nepărtinitoare;
- sunt prudente;
- sunt complete sub toate aspectele semnificative;
- reflectă substanța economică a evenimentelor și tranzacțiilor și nu doar forma lor juridică.

În absența unui I.A.S. specific și a unei interpretări a Comitetului Permanent pentru Interpretări, conducerea trebuie să folosească raționamentul profesional - zice art. 22 din I.A.S. nr. 1 - la dezvoltarea unei politici contabile, care să ofere cele mai utile informații utilizatorilor, finanțatorilor, controlorilor și tuturor celor care citesc situațiile financiare. În exercitarea acestui raționament profesional conducerea ia în considerare:
a)cerințele și recomandările din Standardele Internaționale de Contabilitate care se referă la aspecte similare și conexe;
b)definițiile, criteriile de recunoaștere și evaluare pentru active, obligații, venituri și cheltuieli prevăzute în Cadrul general I.A.S.C.;
c)pronunțările altor organisme de stabilire a aplicării Standardelor și practicile acceptate în sector numai în măsura în care acestea sunt consecvente (cu restricțiile precedente: a și b).
Odată stabilită configurația politicii contabile, modificarea acesteia este permisă doar dacă unele din criteriile sale de fundamentare sunt modificate de lege sau au ca rezultat informații mai relevante sau mai credibile referitoare la operațiunile persoanei juridice.
Schimbarea politicilor contabile se poate face:
- Retrospectiv - deci și asupra evenimentelor anterioare, pentru bunurile și evenimentele existente și în derulare;
- Prospectiv - numai pentru viitor.

Tratamentele contabile necesare la modificarea politicilor contabile:
- Soluția de bază: imputarea efectelor schimbării asupra capitalurilor („Rezultatului reportat");
- Soluția alternativă permisă: ajustarea situațiilor economice curente.

Este foarte importantă menționarea în notele explicative a oricăror modificări ale politicilor contabile, pentru ca utilizatorii să poată aprecia dacă noua politică contabilă a fost aleasă în mod adecvat, efectul modificării asupra rezultatelor raportate ale perioadei și tendința reală a rezultatelor activității persoanei juridice.
Nu sunt considerate modificări ale politicilor contabile:
a) adoptarea unei politici contabile pentru evenimente sau tranzacții care diferă ca fond de evenimentele sau tranzacțiile produse anterior;
b) adoptarea unei politici contabile pentru evenimente sau tranzacții ce nu au avut loc anterior sau care au fost nesemnificative.
Modificarea politicilor contabile aduce după sine și actualizarea "manualului de proceduri" care trebuie să conțină acea concepție contabilă care este în funcțiune și pe „șenalul” căreia se realizează contabilitatea curentă.

## Standarde contabile
- International Accounting Standards

## Funcționarea contabilității
Obiectul contabilității, așa cum s-a văzut mai înainte, este poate cel mai clar exprimat prin Legea contabilității nr. 82/1991 (republicată în 2004) care, la art. 2, precizează:
(1) „Contabilitatea, ca activitate specializată în măsurarea, evaluarea, cunoașterea, gestiunea și controlul activelor, datoriilor și capitalurilor proprii, precum și a rezultatelor obținute din activitatea persoanelor fizice și juridice trebuie să asigure înregistrarea cronologică și sistematică, prelucrarea, publicarea și păstrarea informațiilor cu privire la poziția financiară, performanța financiară și fluxurile de trezorerie, atât pentru cerințele interne ale acestora, cât și în relațiile cu investitorii prezenți și potențiali, creditorii financiari și comerciali, clienții, instituțiile publice și alți utilizatori.”
(2) „Contabilitatea instituțiilor publice asigură informații ordonatorilor de credite cu privire la execuția bugetelor de venituri și cheltuieli, patrimoniul aflat în administrare, precum și pentru întocmirea contului general anual de execuție a bugetului de stat, a contului anual de execuție a bugetului de asigurări sociale de stat, a fondurilor speciale, precum și a conturilor anuale de execuție ale bugetelor locale.”
Organizarea contabilă și asigurarea funcționării ei corespunzător pretențiilor europene este totuși atributul fiecărei persoane juridice deținătoare și administrator de patrimoniu, inițiatoare și decizionară de acte comerciale, economice și bănești pentru că, spune Legea (Legea nr. 82 / 1991, republicată 2004, art. 11) contabilitatea nu trebuie confundată sau redusă la întocmirea și clasarea de documente sau alte înscrisuri, ci conturarea și respectarea unor concepții și politici care să asigure conducerea financiară a întreprinderilor și instituțiilor, într-o manieră care să corespundă exigențelor actuale: integrarea europeană, libera circulație a bunurilor și a banilor, transparență în utilizarea resurselor și a fondurilor comunitare, întărirea capacității de reziliență financiară într-o economie concurențială și plină de obstacole.
Notă: Acest capitol îl vom trata, în continuare, pe exemplul instituțiilor publice, dat fiind că este mai accesibilă - dar trebuie avut în vedere că există standarde, și implicit particularități, pentru firme-corporații, pentru bănci, asigurări, instituții financiare.

### Reguli generale
Contabilitatea instituțiilor publice asigură informații ordonatorilor de credite cu privire la execuția bugetelor de venituri și cheltuieli, patrimoniul aflat în administrare, precum și pentru întocmirea contului general anual de execuție a bugetului de stat, a contului anual de execuție a bugetului asigurărilor sociale de stat, a fondurilor speciale, precum și a conturilor anuale de execuție a bugetelor locale.
În sensul prevederilor Legii finanțelor publice nr. 500/2002, instituții publice reprezintă denumirea generică ce include Parlamentul, Administrația Prezidențială, ministerele, celelalte organe de specialitate ale administrației publice, ale autorității publice, instituțiile publice autonome, precum și instituțiile din subordine a acestora, indiferent de modul lor de finanțare.
Potrivit prevederilor art. 2, al. 11 din Legea contabilității nr. 82/1991, introdus prin O. G. nr. 70/13 august 2004, „Contabilitatea publică cuprinde”:
a) contabilitatea veniturilor și cheltuielilor bugetare, care trebuie să reflecte încasarea veniturilor și plata cheltuielilor aferente exercițiului bugetar;
b) contabilitatea trezoreriei statului;
c) contabilitatea generală bazată pe principiul constatării drepturilor și obligațiilor, care să reflecte evoluția situației financiare și patrimoniale, precum și excedentul sau deficitul patrimonial;
d) contabilitatea destinată analizării costului diverselor programe aprobate, ca ținte ferme ale ansamblului bugetar național.
Remarcă: Această ordonanță nu modifică prevederea art. 74 din Legea Finanțelor publice nr. 500/2002, care formulează pct. (a), în felul următor:
„a) contabilitatea veniturilor și cheltuielilor bugetare care trebuie să reflecte generarea și încasarea veniturilor, apariția plata cheltuielilor aferente exercițiului bugetar”.
Prin această schimbare de nuanță a O. G. Nr. 70/13.08.2004, „contabilitatea de angajament” ca principiu fundamental de organizare și de politică contabilă se anulează, cu tot cortegiul său de consecințe, revenind la ceea ce știu ai noștri mai bine: „venituri încasate” și „cheltuieli plătite”.
V-ați gândit oare ce ar însemna dacă operatorii economici ar calcula impozitele și taxele în funcție de veniturile încasate și nu de cele angajate?
Notă: Pentru clarificare iată ce spune art. 25 – 26 din IAS 1:
 „Întreprinderile/instituția trebuie să își întocmească situațiile financiare folosind contabilitatea de angajament”;
 „În baza contabilității de angajamente, tranzacțiile și evenimentele sunt recunoscute atunci când apar și nu pe măsură ce numerarul sau echivalentul acestora sunt încasate sau plătite.”
Instituțiile publice au obligația să conducă contabilitatea în partidă dublă cu ajutorul conturilor prevăzute în planul contabil general, aprobat prin ordin al ministrului finanțelor publice și care este armonizat cu standardele internaționale de contabilitate, cu sistemul european de conturi și cu Regulamentul financiar aplicabil bugetului general al Comunității europene. Prin intermediul acestor conturi instituțiile publice trebuie sa înregistreze operațiunile economico-financiare în momentul generării drepturilor de creanță sau de obligații (principiul accrual), în conformitate cu cerințele.
Sistemul "accrual" înregistrează fluxurile pe baza drepturilor constatate, respectiv la momentul creării, transformării sau dispariției/anulării unei valori economice, a unei creanțe sau unei obligații. În felul acesta „contabilitatea financiară” se conduce după cerințele comune relațiilor patrimoniale ale oricărei persoane juridice, iar dezvoltare ei se asigură prin „contabilitatea internă de gestiune”. 
Acestea sunt regulile, aceasta este ordinea contabilă și, chiar dacă O. G.nr. 70/14.08.2004 și practica însăși, încurcă deocamdată lucrurile, noi sperăm că până la urmă se va intra pe făgașul normal. Argumentul îl găsim chiar în Ordonanța amintită care, în articolul final, menționează că noul art.2 al.1.1. („Contabilitatea publică”) al Legii nr. 82/1991, punctele „c” și „d” (venituri „constatate” și cheltuieli „angajate”) vor intra totuși în vigoare de la 01.01.2007.
S-a tot vorbit de intrarea in Europa „în marș”, „în genunchi”, „pe burtă”, dar nu și de cea „târâș-grăbiș”. Pentru contabilitate se pare că așa stau lucrurile, dar noi sperăm și ne încăpățânăm spre a o învăța așa cum este ea cea mai frumoasă.
Când vorbim generic de instituție publică în calitatea ei de persoană juridică organizatoare a contabilității și titulară la Finanțele publice drept depunătoare de bilanț (situație financiară), trebuie să avem în vedere toate formele lor de manifestare. Așa bunăoară trebuie să distingem:
(a) autorități: președinție, parlament, guvern, ministere;
(b) organizații care prestează serviciul public, adică serviciul înfăptuit de o unitate statală și care, ca formă organizatorică, pot fi:
 organe ale administrației publice;
 instituții publice;
 regii autonome, SNCF, etc.
(c) servicii de utilitate publică adică organizații nestatale;
La rândul lor, entitățile componente ale serviciului public, poartă o gamă foarte numeroasă de denumiri, încât ai impresia că sub această căciulă intră totul:
 secretariate (ex.: pentru culte);
 agenții guvernamentale;
 institute;
 administrații (ex.: administrație financiară);
 secție (ex. de poliție);
 oficii (de șomaj);
 școli, spitale, grădinițe, cămine;
 regii, societăți, etc. în subordinea administrației publice.
În această diversitate, unele sunt normale ca mărime, altele mici și chiar unicate, astfel că obiectul contabilității întâlnește și el cele mai diverse forme de cuprindere și manifestare.

### Organizarea contabilității
Orice entitate persoană juridică, nu poate funcționa decât împreună cu propria contabilitate, ca o cerință obiectivă a gestiunii financiare, ordinea și disciplina fiind cerințe ale legii, dar și ale propriului statut.
Cu atât mai fermă este constatarea în cazul acelor instituții care gestionează banul public, care se leagă direct de la bugetul de național aprobat la rândul lui, de Parlamentul țării.
Tocmai de aceea, Legea contabilității nr. 82/1991 (actualizată prin O. G. Nr. 70/13.08.2004), precizează expres încă de la art. 1, al. 2: „Instituțiile publice, asociațiile și celelalte persoane juridice cu și fără scop patrimonial au obligația să organizeze și să conducă contabilitatea proprie, respectiv contabilitatea financiară și, după caz, contabilitatea de gestiune (în partidă dublă – art. 4)”.
Subliniind importanța lucrurilor, O. G. Nr. 70/13 august 2004 care modifică Legea contabilității, a simțit nevoia să se repete punctual, până când toată lumea va înțelege:
 art. 34, al. (2): „Unitățile administrativ – teritoriale, instituțiile și serviciile publice de subordonare locală, care au personalitate juridică și ai căror conducători au calitatea de ordonatori de credite, organizează și conduc contabilitatea drepturilor constatate și a veniturilor încasate, precum și a angajamentelor și a plăților efectuate, potrivit bugetului aprobat”;
 art. 32, al. (2): „Instituțiile publice cu personalitate juridică, finanțate din bugetul asigurărilor sociale de stat, ai căror conducători au calitatea de ordonator de credite, organizează și conduc contabilitatea drepturilor constatate și a veniturilor încasate, precum și a angajamentelor și a plăților efectuate, potrivit bugetului aprobat.”
Remarcă: Oare „drepturi constatate să însemneze „venituri angajate”, iar „angajamente” să semnifice”cheltuieli atașate”-așa cum sunt ele definite de IAS și Ordinul M. F. P. Nr. 1186/2005 pentru contabilitatea de angajament?
În interiorul persoanei juridice, în ansamblul mecanismului său funcțional, organizarea și asigurarea funcționării acitivității de contabilitate este o chestiune de management, cu multe implicații, care angajează fonduri, oameni, tehnică de calcul și necesită o specializare destul de riguroasă.
Tocmai de aceea Legea contabilității nr. 82/1991 (actualizată 2004) prevede la art. 1, al (1) că: „răspunderea pentru organizarea și conducerea contabilității revine administratorului, ordonatorului de credite sau altei persoane care are obligația gestionării unității respective.”
Persoanele juridice organizează și realizează contabilitatea, de regulă, în compartimente distincte, conduse de către directorul economic (financiar), contabilul șef sau altă persoană împuternicită să îndeplinească această funcție. Aceste persoane trebuie să aibă studii economice superioare și răspund, împreună cu personalul din subordine, de organizarea și conducerea contabilității, în condițiile legii.
În sensul prevederilor Legii finanțelor publice nr. 500/2002, compartimentul financiar-contabil reprezintă o structură organizatorică în cadrul instituției publice, în care este organizată execuția bugetară (serviciu, birou, compartiment). Șeful compartimentului financiar-contabil este persoana care ocupă funcția de conducere a compartimentului financiar-contabil și care răspunde de activitatea de încasare a veniturilor și de plată a cheltuielilor sau, după caz, una dintre persoanele care îndeplinește aceste atribuții în cadrul unei instituții publice care nu are în structura sa un compartiment financiar-contabil sau persoana care îndeplinește aceste atribuții pe bază de contract, în condițiile legii.
Numirea directorului economic, a contabilului șef sau a altei persoane împuternicită să îndeplinească această funcție, din cadrul ministerelor, celorlalte organe de specialitate ale administrației publice centrale și alte autorități publice ai căror conducători au calitatea de ordonatori principali de credite, se face cu avizul Ministerului Finanțelor Publice.
Directorii economici, contabilii șefi și alte persoane împuternicite să îndeplinească această funcție din cadrul instituțiilor subordonate ministerelor și celorlalte organe de specialitate ale administrației publice centrale se numesc cu avizul conducătorului compartimentului financiar-contabil din cadrul ministerului sau organului central respectiv, pe baza propunerii ordonatorului de credite ale instituției respective.
Conducătorii compartimentelor financiar-contabile din cadrul consiliilor locale, municipale, ale sectoarelor municipiului București, orășenești și comunale, se numesc cu avizul direcțiilor generale ale finanțelor publice județene și a municipiului București.
Conducătorii compartimentelor financiar-contabile din cadrul instituțiilor publice finanțate din bugetele consiliilor locale municipale, ale sectoarelor municipiului București, orășenești și comunale se numesc cu avizul conducătorului financiar-contabil al consiliului local respectiv.
Contabilitatea poate fi organizată și condusă pe bază de contracte de prestări de servicii și de alte persoane juridice autorizate sau de persoane fizice care au calitatea de expert contabil, respectiv contabil autorizat, care răspund potrivit legii. 
Instituțiile publice la care contabilitatea nu este organizată în compartimente distincte sau care nu au personal încadrat cu contract individual de muncă, potrivit legii, pot încheia contracte de prestări de servicii, pentru conducerea contabilității și întocmirea situațiilor financiare trimestriale și anuale, cu societăți comerciale de expertiză contabilă sau cu persoane fizice autorizate, conform legii. Încheierea contractelor se face cu respectarea reglementărilor privind achizițiile publice de bunuri și servicii. Plata serviciilor respective se face din fonduri publice cu această destinație. 
În acest scop, persoanele care răspund de organizarea și conducerea contabilității trebuie să asigure, potrivit legii, condițiile necesare pentru întocmirea documentelor justificative privind operațiunile economice, organizarea și conducerea corectă și la zi a contabilității, organizarea și efectuarea inventarierii elementelor de activ și de pasiv, precum și valorificarea rezultatelor acesteia, respectarea regulilor de întocmire a situațiilor financiare, depunerea la termen a acestora la organele în drept, păstrarea documentelor justificative, a registrelor și situațiilor financiare, organizarea contabilității de gestiune adaptate la specificul persoanei juridice.

### Moneda și cursul de înregistrare
Contabilitatea se ține în limba română și în moneda națională. Contabilitatea operațiunilor efectuate în valută se ține atât în moneda națională, cât și în valută, potrivit reglementărilor elaborate în acest sens.
Reflectarea în contabilitatea instituțiilor publice a operațiunilor privind primirea și utilizarea contribuției financiare nerambursabile a Comunității Europene se face în lei și în EURO. Conversia dintre EURO și moneda națională se efectuează la cursul de schimb lunar al EURO, calculat pe baza cursului de schimb valabil în penultima zi lucrătoare a lunii precedente lunii pentru care se stabilește cursul valutar.
Operațiunile privind încasările și plățile în valută se înregistrează în contabilitate la cursul zilei precedente, comunicat de BNR. 
La data întocmirii situațiilor financiare, elementele monetare exprimate în valută (disponibilități și alte elemente asimilate, creanțe și datorii în valută) se reevaluează la cursul comunicat de Banca Națională a României valabil pentru ultima zi a perioadei de raportare.

### Documente și registre contabile
1. Deținerea, cu orice titlu, de bunuri materiale, titluri de valoare, numerar și alte drepturi și obligații, precum și efectuarea de operațiuni economice, fără să fie înregistrate în contabilitate, sunt interzise. 
Potrivit prevederilor art. 6 alin. (1) din Legea contabilității nr. 82/1991, reactualizată prin O.G.nr.70 din 13 aug. 2004 precum și a celorlalte prevederi legale privind întocmirea și utilizarea formularelor comune și a celor cu regim special necesare în activitatea financiară și contabilă, orice operațiune economică efectuată se consemnează într-un document care stă la baza înregistrărilor în contabilitate, devenind astfel document justificativ. Aceste documente, care stau la baza înregistrărilor în contabilitate angajează deopotrivă răspunderea persoanelor care le-au întocmit, vizat și aprobat precum și a celor care le-au înregistrat în contabilitate, după caz.
O experiență de-o viață a confirmat că „singura soluție” pentru ca o operație economico-financiară patrimonială, care apare zi de zi în activitatea economică, să poată fi introdusă în procesul de prelucrare contabilă, o constituie atestarea sa prealabilă pe baza unui document justificativ întocmit și pus în circulație după reguli și "canoane" foarte severe.
Atestarea documentară a operațiilor economice este o cerință minim necesară în orice "mișcare" patrimonială.
În ansamblul lui, sistemul documentelor contabile este foarte complex, cu numeroase particularități de conținut și restricții de completare și circulație: unele se întocmesc în unitate, altele vin sau pleacă spre exterior, unele înscrisuri au caracter de dispoziție, altele de execuție și justificare etc., în funcție de "tratarea" și complexitatea lor, reținând totuși existența în practica curentă a trei mari categorii și anume:
- a) Documente justificative prin intermediul cărora se atestă efectuarea ca atare a operațiilor economice și care formează de fapt masa covârșitoare a acestora;
- b) Documente de evidență și prelucrare contabilă;
- c) Documente de sinteză și raportare contabilă și financiar-fiscală.

La rândul lor documentele justificative pot fi:
- documente primare întocmite la locul și în momentul desfășurării evenimentului patrimonial, pe care îl "fotografiază" pe o machetă specifică fiecărui gen de operații;
- documentele centralizatoare obținute prin sortarea documentelor primare pe operații, exprimarea în etalon monetar a mărimii operațiilor economice și financiare, deci prin cumularea și centralizarea datelor consemnate inițial în documentele primare, spre a facilita prelucrarea lor contabilă ulterioară.
Sintetizând lucrurile, câteva constatări sunt demne de semnalat în vederea atestării sistemului documentelor primare:
a) Investigarea "codului" pachetului documentelor, ca și "vizualizarea" unora din componentele lui, ne conduce la concluzia că orice document trebuie să conțină cel puțin următoarele elemente:
- denumirea documentului (factură, chitanță, bon, etc.);
- denumirea unității (gestiunii) care a întocmit documentul;
- numărul de ordine al documentului;
- data și locul întocmirii;
- felul operației, cu indicarea elementelor cantitative și calitative;
- valoarea în monedă (scrisă în cifre și în litere, pentru documentele bancare și de casă);
- semnătura persoanelor implicate în efectuarea operațiilor, aprobarea și confirmarea datelor înscrise în documente;
- semnătura de autorizare prin control a legalități operațiilor prevăzute.
Anumite documente mai pot cuprinde și alte elemente ce-i îmbogățesc conținutul sau îi ușurează prelucrarea, dar cele mai sus menționate rămân indispensabile.
b) Pentru toate categoriile de documente există obligativitatea păstrării (arhivării) acestora, în limita unor termene stabilite prin lege, clasării și sistematizării lor de așa manieră încât să faciliteze accesul retroactiv și controlul situației desfășurate, la orice moment dorit.
c) Se reține de asemenea obligația respectării cu strictețe a metodologiei de întocmire și circulație a documentelor primare și introducerea lor în procesul de prelucrare contabilă după reguli și folosind procedeele cele mai potrivite specificității organizatorice și pretențiile manageriale ale fiecărui agent economic.
2. Documentele primare se transpun în „conturi”, pe principiul „dublei înregistrări”, prin intermediul „formulei contabile”, respectând cu strictețe procedeele specifice metodei contabilității – iar toate acestea țin de alfabetul științei care se presupune, apriori, că este cunoscut. „Prelucrarea” contabilă a documentelor se face prin intermediul „registrelor” și numai în urma acestor operații ele devin documente justificative.
3. Conform art. 19 și 20 din Legea contabilității nr.82/1991 (republicată 2004): „registrele de contabilitate obligatorii sunt: registrul-jurnal, registrul inventar și registrul cartea mare. Acestea se utilizează în strictă concordanță cu destinația lor și se prezintă în mod ordonat și astfel completate încât să permită, în orice moment, identificarea și controlul operațiunilor contabile efectuate.”
a) Registrul - jurnal este un document contabil obligatoriu în care se înregistrează în mod cronologic, operațiunile patrimoniale prin respectarea succesiunii documentelor după data de întocmire sau intrare a acestora în unitate.
Registrul-jurnal se întocmește de fiecare instituție și de fiecare subunitate a acesteia, cu contabilitate proprie, zilnic sau lunar, după caz, prin înregistrarea cronologică, fără ștersături și spații libere, a documentelor în care se reflectă mișcarea elementelor de activ și de pasiv (și implicit formula contabilă de poziționare corespunzătoare).
Registrul-jurnal poate îmbrăca forma unui registru-jurnal general și, eventual, a unor registre-jurnal auxiliare.
În cazul în care se folosesc jurnale auxiliare, totalul lunar al fiecăruia se trece în registrul-jurnal general (care devine un registru centralizator de control).
În condițiile conducerii contabilității cu ajutorul tehnicii de calcul fiecare operațiune se va înregistra în mod cronologic, după data de întocmire sau de intrare a documentelor. În această situație registrul-jurnal se editează lunar, iar paginile vor fi numerotate pe măsura editării lor. Registrul-jurnal parafat și înregistrat la organul fiscal teritorial se completează lunar prin preluarea totalului din registrul-jurnal obținut cu ajutorul tehnicii de calcul.
Operațiile de aceeași natură, privind același loc de activitate, pot fi recapitulate într-un document centralizator, care stă la baza înregistrării în registrul-jurnal.
Principalele registre-jurnal auxiliare care pot fi utilizate sunt cele privind aprovizionările, vânzările, trezoreria, operațiile diverse, în funcție de necesitățile instituției.
Periodic, de regulă lunar, totalurile jurnalelor auxiliare se centralizează în registrul-jurnal general. Deci, registrul-jurnal înlocuiește foile volante ale "notei contabile", iar totalul registrului-jurnal verifică "totalul rulajelor din luna curentă” a balanței de verificare.	
b) Registrul - inventar este un document obligatoriu în care se înregistrează toate elementele patrimoniale de activ și de pasiv, grupate în funcție de natura lor, conform posturilor din bilanțul contabil, inventariate potrivit normelor legale.
Elementele patrimoniale înscrise în registrul-inventar au la bază listele de inventariere sau alte documente care justifică conținutul fiecărui post din bilanțul contabil.
Registrul - inventar se întocmește la înființarea instituției, anual la închiderea exercițiului, cu ocazia încetării activității, fără ștersături și spații libere, pe baza datelor cuprinse în listele de inventariere și în procesele verbale de inventariere, prin gruparea elementelor de activ și de pasiv. Registrul-inventar se completează pe baza inventarierii faptice. Registrul inventar servește ca document contabil obligatoriu de înregistrare a rezultatelor inventarierii și ca probă în diverse litigii.
În cazul în care inventarierea are loc pe parcursul anului, în registrul-inventar se înregistrează soldurile existente la data inventarierii, la care se adaugă intrările și se scad ieșirile de la data inventarierii până la data încheierii exercițiului).
c) Registrul "Cartea mare" este un document contabil obligatoriu în care se înscriu lunar, direct sau prin regrupare pe conturi corespondente, înregistrările efectuate în registrul-jurnal, stabilindu-se situația fiecărui cont, respectiv soldul inițial, rulajele debitoare, rulajele creditoare și soldurile finale.
Cartea mare stă la baza întocmirii balanței de verificare și se conduce de fiecare instituție, precum și de fiecare subunitate a acesteia, cu contabilitate proprie.
Registrele de contabilitate pot fi prezentate sub formă de registru sau foi volante și listări informatice legate sub formă de registru, după caz.
Registrele de contabilitate prevăzute se numerotează înainte sau pe măsura întocmirii lor, iar la închiderea conturilor, acestea se barează, nefiind admisă înregistrarea unor operații ulterioare.
Registrul-jurnal și registrul-inventar se numerotează și se șnuruiesc înainte de depunere la organele fiscale teritoriale pentru parafare și înregistrare.
Registrul-jurnal și registrul-inventar se numerotează și se șnuruiesc înainte de depunere la organele fiscale teritoriale pentru parafare și înregistrare.
Atentie la conținut: registrul inventar nu ține locul documentelor de inventariere, nu calculează plusurile și minusurile, ci compară valorile stocurilor, creanțelor, datoriilor, imobilizărilor existente la finele anului – valorile contabile cu valorile juste, de piață în scopul redimensionării provizioanelor (creșterii – descreșterii).
3. Balanța de verificare: Pentru verificarea înregistrării corecte în contabilitate a operațiilor patrimoniale se întocmește lunar balanța de verificare (a conturilor, evident).
Balanța de verificare cuprinde, pentru toate conturile sintetice, următoarele elemente: simbolul și denumirea conturilor (în ordinea din planul de conturi), totalul sumelor debitoare și creditoare ale lunii precedente, rulajele curente debitoare și creditoare ale lunii curente, totalul rulajelor cumulate de la începutul anului până la zi, debitoare și creditoare ale lunii curente, soldurile finale debitoare și creditoare (deci balanțe de verificare cu „patru serii de egalități”) Balanța de verificare la 1 ianuarie se completează cu soldurile finale debitoare și creditoare ale lunii decembrie.
Cu ajutorul balanței de verificare se certifică corelațiile dintre egalitățile generate de dubla înregistrare a operațiilor patrimoniale în contabilitate, respectiv concordanța dintre totalul înregistrărilor din registrul-jurnal și totalul rulajelor debitoare și totalul rulajelor creditoare din balanță, precum și concordanța dintre totalul soldurilor finale debitoare și creditoare din cartea mare și totalul soldurilor finale debitoare și creditoare din balanță.
Balanța de verificare se întocmește atât pentru conturile sintetice cât și pentru cele analitice; pentru conturile analitice se poate întocmi numai situația soldurilor (balanța soldurilor). Prin intermediul balanței de verificare analitice se verifică concordanța dintre conturile sintetice și conturile lor analitice.
Instituțiile publice care utilizează sisteme informatice de prelucrare automată a datelor au obligația să asigure respectarea normelor contabile și controlul datelor înregistrate în contabilitate, precum și păstrarea acestora pe suporturi tehnice.
Sistemele de prelucrare automată a datelor trebuie să permită, în orice moment, reconstituirea elementelor și conținutului conturilor, a listelor și informațiilor supuse verificării, pornind fie de la datele de intrare, fie în ordine inversă de la conținutul sintetic al conturilor, listelor sau altor informații pe baza cărora să se poată determina datele de intrare.
Organele de control, cu ocazia verificărilor ce le efectuează la instituțiile care prelucrează în sistem automat datele din contabilitate, au dreptul de acces la documentația de analiză, programare și de utilizare a tehnicii de calcul, în vederea efectuării corespunzătoare a testelor necesare.	
Exercițiul bugetar începe la 1 ianuarie și se încheie la 31 decembrie, cu excepția primului an de activitate, când acesta începe la data înființării instituției publice prin actul normativ de înființare.
Această prevedere își are suporturile sale istorice, tradiționale, legislative și chiar astronomice sau climatice. Anumite instituții precum cele de învățământ, spre exemplu, au probleme la trecerea din „anul școlar” în „anul fiscal”, dar contabilitatea oferă toate elementele necesare translației și care te duc automat la anul calendaristic drept an gestionar – fiscal.

### Sistemul conturilor
Standardele internaționale de contabilitate cercetează și argumentează științific evenimentele și soluțiile corespunzătoare, evident într-un câmp de rezoluții alternative, așa că atunci când trecem la utilizarea practică a conturilor trebuie să avem în vedere că orice cont se circumscrie într-un anume perimetru, într-un "cadru general" denumit și "Plan contabil general", construit și el după o serie de reguli specifice care țin seama de funcționalitatea conturilor, de conținutul lor economic, de acoperirea necesităților de informare, de calcul și control economic etc. (Atenție, nu uitați să învățați, în prealabil, ce este contul)!
În cadrul standardelor de contabilitate, planul contabil general reprezintă "platforma" de lansare a întregului mecanism de reprezentare și calcul al situației patrimoniale și al rezultatelor obținute. Fiecare cont dimensionat în cadrul planului se delimitează ca o pistă pe care aleargă datele în vederea constituirii indicatorilor economici și financiari necesari în gestiune și comunicare, în măsurarea poziției financiare și a performanțelor.
În structura sa cea mai generală conturile sunt sistematizate, înainte de toate, pe clase omogene cu o adresă clar delimitată. La analiza acestei structuri așa cum este ea reglementată în România, în consens cu normele internaționale de contabilitate, se constată următorul tablou al conturilor (valabil pentru orice tip de persoană juridică, eventualele paricularități regăsindu-se în interiorul claselor:
- clasa 1: Conturi de capitaluri (inclusiv rezultate)
- clasa 2: Conturi de active imobilizate
- clasa 3: Conturi de stocuri și producție în curs de execuție
- clasa 4: Conturi de terți (decontări),
- clasa 5: Conturi de trezorerie
- clasa 6: Conturi de cheltuieli
- clasa 7: Conturi de venituri
- clasa 8: Conturi speciale
- clasa 9: Conturi interne de gestiune
În ansamblul acestei structuri, semnificația codificării (simbolizării) grupelor și a conturilor este și ea evidentă. Câteva repere sunt interesante de reținut:
- terminațiile grupelor de la 0 la 8 permit clasificarea operațiilor conform unor criterii generale: în activul bilanțier - în funcție de destinația sau natura economică a bunurilor; în contul de "profit și pierdere" - în funcție de natura cheltuielilor și a veniturilor pe seama cărora se formează rezultatul exercițiului;
- pentru grupele de conturi afectate activului bilanțier terminațiile 9 (inclusiv grupa 28) indică provizioanele pentru deprecierea activelor corespunzătoare claselor 2 - 5;
- o serie de grupe de conturi sunt perfect simbolizate prin corelațiile absolute dintre ele: gr. 66 - "cheltuieli financiare" și gr. 76 "venituri financiare", sau gr. 67 - "cheltuieli excepționale" și gr. 77 "venituri excepționale" etc.;
- în cazul conturilor și subconturilor de bilanț sau de cheltuieli și venituri, terminațiile „9” permit să se identifice operațiile de sens contrar celor care în mod normal sunt acoperite prin contul de nivel imediat superior sau prin contul de același nivel, cu terminația de la 0 la 8.
Pentru sistematizarea conturilor și ierarhizarea claselor (grupelor s-a folosit "criteriul bilanțier" conform căruia conturile sunt clasificate și ordonate în raport de structurile de activ și pasiv, venituri și cheltuieli, delimitate și "aliniate" în bilanțul contabil, contul de profit și pierderi, anexele la bilanț. Procedând astfel, se realizează o legătură directă între contabilitatea curentă financiară și situațiile de sinteză financiar-contabile; între sistemul de conturi și bilanțul contabil, necesară conducerii operative când informația "caldă" se culege din conturi fără a mai aștepta sinteza prin bilanț.
"Tabloul conturilor" este oricum mai complex și mai vechi decât "tabloul elementelor" să zicem. Așa cum în tabloul lui Mendeleev dacă ai anumite supoziții găsești locul în care se află elementul chimic nou descoperit sau prezumat, tot astfel în "tabloul lui Luca Paciolo" găsești contul de care ai nevoie sau, dacă economia reală o cere, îl poți imagina.
Și poate în acest domeniu cel mai bun exemplu ni-l oferă instituțiile publice, unde, nu de puține ori, trebuiesc căutate „niște” de plantare a unor conturi specifice pentru diverse evenimente temporare precum finanțările comunitare, fondurile cu destinație specială, separarea imobilizărilor supuse amortizării de cele neamortizabile și încă altele.

## Contabilitatea și poziția financiară
Deciziile economice care sunt luate de utilizatorii situațiilor financiare necesită evaluarea capacității unei instituții de a genera numerar sau echivalente ale numerarului și a perioadei și siguranței generării lor. În ultimă instanță de aceasta depinde, de exemplu, capacitatea ei de a-și plăti angajații și furnizorii, de a plăti dobânzi, de a rambursa credite și de a realiza programele administrative. Utilizatorii sunt mai în măsură să evalueze această capacitate de a genera numerar sau echivalente ale numerarului dacă le sunt oferite informații concentrate asupra poziției financiare, performanței și modificărilor poziției financiare a instituției.
Poziția financiară este influențată de resursele economice pe care le controlează, de structura sa financiară, de lichiditate și solvabilitatea sa, precum și de capacitatea de a se adapta schimbărilor mediului în care își desfășoară activitatea. Într-o accepțiune mai simplistă poziția financiară definește potențialul economic și financiar al unei anume entități, însemnând patrimoniul propriu, patrimoniul administrat, valoare patrimonială justă și capacitatea acestuia de a genera beneficii economice. Informațiile despre resursele economice controlate de instituție sau de care poate dispune aceasta și capacitatea sa din trecut de a modifica aceste resurse sunt utile pentru a anticipa forța instituției de a genera numerar sau echivalente ale numerarului în viitor. Informațiile despre structura financiară sunt utile pentru anticiparea nevoilor viitoare de creditare și a modului în care profiturile și fluxurile viitoare de trezorerie vor fi repartizate între cei care au un interes față de administrație; acestea sunt utile și pentru anticiparea șanselor entității de a primi finanțare în viitor. Informațiile despre lichiditate și solvabilitate sunt utile pentru a anticipa capacitatea de a întreprinde acțiuni, de a-și onora angajamentele financiare scadente. Lichiditate se referă la disponibilitățile de numerar în viitorul apropiat, după luarea în calcul a obligațiilor financiare aferente acestei perioade. Solvabilitatea se referă la disponibilitățile de numerar pe o perioadă mai mare în care urmează să se onoreze angajamentele financiare scadente.
Informațiile despre poziția unei instituții, în special despre capacitatea acesteia de a colecta venituri sau a obține finanțări, sunt necesare pentru evaluarea modificărilor potențiale ale resurselor economice pe care entitatea le va putea controla în viitor. În acest sens informațiile despre variabilitatea performanțelor sunt importante. 
La toate acestea o primă și importantă imagine aduce patrimoniul de care poate dispune stabil entitatea și capacitatea de mobilizare a acestuia în scopul realizării obiectivelor ce constituie menirea ei.
Elementele constitutive ale poziției financiare cuantificate la un moment dat și în mișcare după restricțiile „tratamentelor financiare” sunt:
- activele: un activ reprezintă o resursă controlată de unitate ca rezultat al unor evenimente trecute și de la care se așteaptă să genereze beneficii economice viitoare pentru aceasta (activele produc, activele se comercializează, activele – creanțe se încasează etc.);
- datoriile: o datorie reprezintă o obligație actuală a unității ce decurge din evenimente trecute și prin decontarea cărora se așteaptă să rezulte o ieșire de resurse care încorporează beneficii economice;
- capitalul/patrimoniul propriu: reprezintă interesul rezidual al proprietarilor (stat, domeniul public, domeniul privat, autorități administrative sau instituționale etc.) în activele unei persoane juridice, după deducerea tuturor datoriilor sale, dar și încasarea sau probabilitatea încasării creanțelor în măsura în care acestea sunt certe.

Fiecare instituție va utiliza raționamentul profesional pentru a evalua nivelul sub care un element nu trebuie să fie prezentat în bilanț, ci trecut în contul de rezultate/profit și pierdere. De asemenea, raționamentul profesional trebuie utilizat și la luarea deciziei referitoare la necesitatea înregistrării activelor în categorii separate sau într-o singură categorie comună.
Definițiile activelor și datoriilor identifică elementele esențiale ale acestora, dar nu încearcă să specifice criteriile ce trebuie îndeplinite înainte de a fi recunoscute în bilanț. Astfel, definițiile includ și elemente ce nu sunt recunoscute ca fiind active sau datorii în bilanț, deoarece nu satisfac criteriile de recunoaștere minim necesare. Fluxurile de beneficii economice viitoare dinspre sau către instituția în cauză trebuie să fie suficient de sigure pentru a îndeplini criteriile de probabilitate prevăzute de IAS înainte de a recunoaște un activ sau o datorie.
Bilanțurile elaborate conform Standardelor Internaționale de Contabilitate în vigoare pot inlcude elemente ce nu satisfac definițiile activelor sau ale datoriilor și nici nu sunt prezentate ca parte a capitalurilor proprii, dar ele satisfac o necesitate temporală sau conjuncturală a economiei reale, iar prin tratarea lor corectă se intră în normalitate.

## Contabilitatea și performanța financiară
Oricât de „instituționalizate” par diversele verigi ale administrației publice, deciziile ce asigură realizarea obiectivului lor incorporează o anumită încărcătură economică, directă sau colaterală, dar indispensabilă. Deciziile economice, chiar și cele sociale, necesită deci, întotdeauna evaluarea capacității firmelor, companiilor, societăților,
fiecărei instituții de a genera numerar (venituri, atrageri de fonduri, finanțări, etc.) ori echivalente ale numerarului, inclusiv a perioadei și a siguranței generării lor. În ultimă instanță de aceasta depinde, de exemplu, capacitatea acesteia de a angaja lucrări și a plăti furnizorii, de a-și plăti angajații, de a rambursa împrumuturi și a plăti dobânzile corespunzătoare, de a onora diverse alte obligații.
Utilizatorii sunt mai în măsură să evalueze această capacitate de a genera numerar sau echivalente ale numerarului dacă le sunt oferite informații complete și concentrate asupra performanței și modificării poziției financiare pentru fiecare entitate persoană juridică la nivelul căreia se administrează venituri, se angajează cheltuieli, se generează sau se „plânge” după resurse.
„Lumea” crede că aceste afirmații preluate din „cadrul general IAS” se referă doar la întreprinderi, întrucât ele au menirea fundamentală de a genera venituri și de aici beneficii economice, dar nu e așa. O instituție publică este mai interesantă și devine mai atractivă dacă știe să-și fundamenteze bugetul, să-și argumenteze cererea de fonduri, dacă se încumetă să solicite și să obțină finanțări pe programe, dacă dă suportul științific și legal dimensionării și colectării veniturilor proprii din taxe, impozite, activități conexe, resurse colaterale, apoi, dacă știe să-și gestioneze cheltuielile balansând corect între necesități și resurse – iar toate acestea într-un context în care să nu fie omise eficiența și perspectiva..
Este puțin? Nu cred și este bine să nu vă amăgiți, că mai sunt încă multe altele cu care se ocupă ferm „performanța financiară” cea mai dinamică secțiune a contabilității.
Așa s-a ajuns la concluzia SEC – 95 conform căreia „contabilitatea este și o activitate specializată în măsurarea și urmărirea (noi spunem și „calcularea”) informațiilor cu privire la poziția financiară, și fluxurile de trezorerie” iar, în consens, Legea contabilității nr. 82/1991 modificată 2004 – O. G. 70/13.08.2004) are și prevederi exprese pentru instituțiile publice (de la președinția Republicii la „președinția” comunei).
Informațiile despre performanța unei instituții sunt necesare pentru evaluarea modificărilor potențiale ale resurselor economice pe care entitatea le va putea controla în viitor, pentru anticiparea capacității de a genera fluxuri de trezorerie cu resursele existente, pentru formularea raționamentelor despre eficiența cu care ea, poate angaja și utiliza noi resurse.
În practica curentă informațiile privind performanța financiară sunt oferite în primul rând de „contul de profit și pierdere”, respectiv „contul de execuție bugetară”, dar lucrurile nu sunt chiar atât de simple încât să le reducem la datele sintetice dintr-un anume formular de raportare periodică pentru că ar fi păcat să se ignore informația în timp real pe care o furnizează contul contabil.
Performanța este mai importantă decât banii. Banii exprimă o posesie, performanța exprimă capacitatea de a valorifica posesia.
A-ți jucat vreodată „rișcă”. Un bănuț aruncat în sus și căzut pe o anume față, apoi pe cealaltă (avers și vers), oricum „produce” mai mult decât cel care doarme în pungă, chiar dacă rămâne de văzut în favoarea cui. 

## Situațiile financiare (cadrul general)
Poziția, performanța și gestionarea financiară a oricărei instituții publice, economic – comerciale, administrative, impun în mod necesar, ca periodic activitatea acestora să fie sintetizată și supusă unei analize de fond prin intermediul „situațiilor financiare”.
Așa cum precizează art. 10, al. 1 al Legii nr. 82/1991 (republicată 2006) „documentele oficiale de prezentare a situației economico – financiare a persoanelor juridice prevăzute la art. 1 (societăți comerciale, instituții publice, asociații și organizații, etc.) sunt situațiile financiare anuale, stabilite potrivit legii, care trebuie să ofere o imagine fidelă a poziției financiare, performanței financiare și a celorlalte informații referitoare la activitatea desfășurată”.
Situațiile financiare se întocmesc pornind de la conturile curente, supuse verificării prin intermediul balanței de verificare, întocmite cel puțin anual, sau la termenele de întocmire a situațiilor financiare periodice (Legea 82/1991, republicată 2004 OG 70/13 august 2004).
„Ministerele, celelalte organe de specialitate ale administrației publice centrale, alte autorități publice, instituțiile publice autonome și unitățile administrativ – teritoriale, ai căror conducători au calitatea de ordonator principal de credite – prevede art. 29, al. 3 din Legea nr. 82/1991 (republicată 2004 – O. G. nr. 75/13 august 2004), depun la Ministerul Finanțelor Publice un exemplar din situațiile financiare trimestriale și anuale, potrivit normelor și la termenele stabilite de acesta”.
Dar să nu se ignore că cel mai necruțător utilizator de informații financiare este „cel cu banii”: proprietarul, finanțatorul, donatorul, ordonatorul de credite, etc.
Instituțiile publice au obligația să prezinte la unitățile de trezorerie și contabilitate publică la care au deschise conturile, bilanțul contabil și contul de execuție bugetară pentru obținerea vizei privind exactitatea plăților de casă, a soldurilor conturilor de disponibilități, după caz, care trebuie să coincidă cu cele din conturile corespunzătoare deschise la unitățile de trezorerie și contabilitate publică (dar „extras de cont” n-o fi având?).
Bilanțurile contabile care nu corespund cu datele din evidența trezoreriilor statului se vor restitui instituțiilor publice respective pentru a introduce corecturile corespunzătoare.
Este interzis instituțiilor publice să centralizeze bilanțurile și conturile de execuție ale instituțiilor din subordine fără viza trezoreriilor statului.
Instituțiile publice întocmesc situațiile financiare potrivit normelor emise de Ministerul Finanțelor Publice. Instituțiile publice și celelalte persoane juridice ai căror conducători au calitatea de ordonatori de credite depun un exemplar din situațiile financiare la organul ierarhic superior, la termenele stabilite de acestea. Situațiile financiare centralizate privind execuția bugetului de stat întocmite de ministere, celelalte organe de specialitate ale administrației publice centrale, ale autorității publice și instituțiile publice autonome, precum și situațiile financiare privind execuția bugetului local întocmite de direcțiile generale ale finanțelor publice județene și a municipiului București se depun la Ministerul Finanțelor Publice, la termenele stabilite de acesta.
Deși nu toate necesitățile de informații ale utilizatorilor pot fi satisfăcute de situațiile financiare, există cerințe comune tuturor utilizatorilor. Întrucât proprietarii investitori sunt ofertanții de capital de risc ai entității persoană juridică, furnizarea de situații financiare satisface necesitățile lor și de asemenea va satisface majoritatea necesităților altor utilizatori.
Situațiile financiare sunt un complex de sinteze specific contabile, situații, anexe, calcule comparative, fiecare cu explicitarea conducerii, discutate și aprobate sub semnătura de organele abilitate, supuse auditării și făcute publice. Aceste „formalizări” au menirea de a întări valoarea cognitivă a informațiilor contabile concomitent cu valorificarea lor in procesul decizional și managerial. 